# Andorra Challenger 1997
L'Andorra Challenger 1997 è stato un torneo di tennis facente parte della categoria ATP Challenger Series nell'ambito dell'ATP Challenger Series 1997. Il torneo si è giocato a Andorra in Andorra dal 10 al 16 novembre 1997 su campi in cemento indoor.

## Vincitori

### Singolare
Gianluca Pozzi ha battuto in finale  Nicolas Escudé 7-6, 4-6, 6-3

### Doppio
Nicolas Escudé /  Jérôme Golmard hanno battuto in finale  Tom Kempers /  Menno Oosting 6-4, 6-4